# Lunds centralstation

Lunds centralstation oder Lund C ist der Hauptbahnhof der schwedischen Stadt Lund und mit etwa 25.000 Reisenden pro Tag einer der meistfrequentierten des Landes.

## Lage

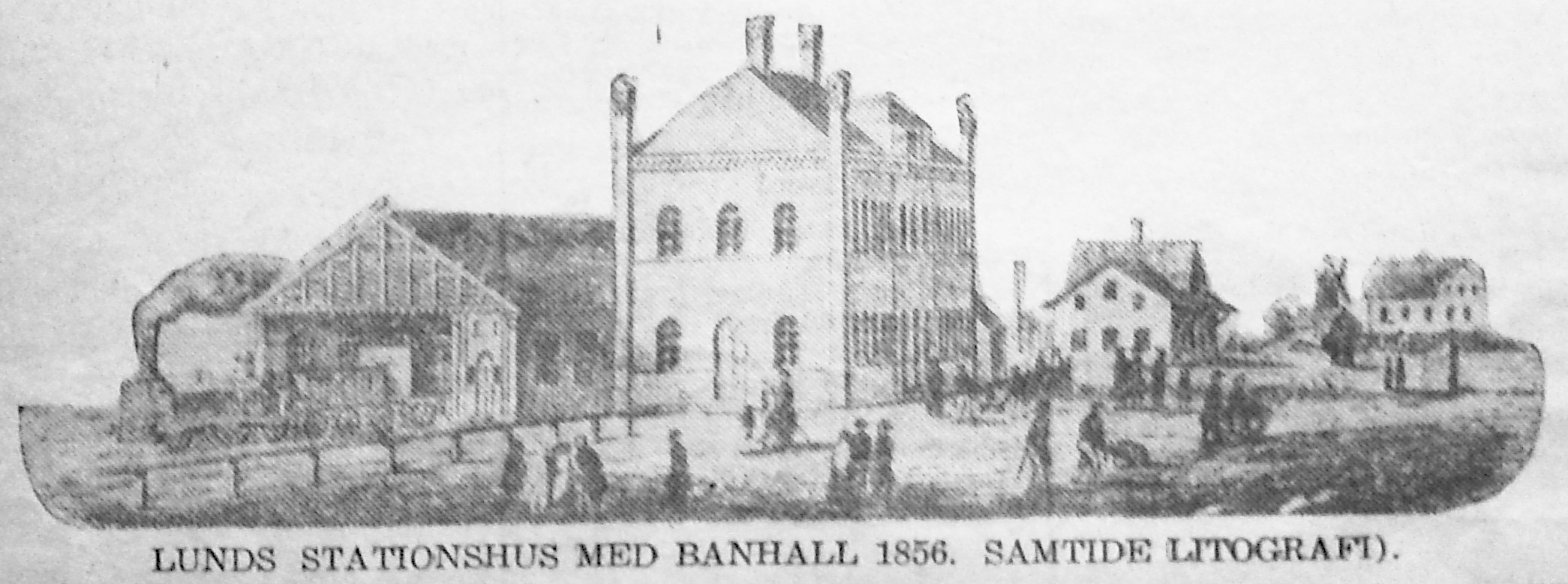
Bahnhof Lund (1856)

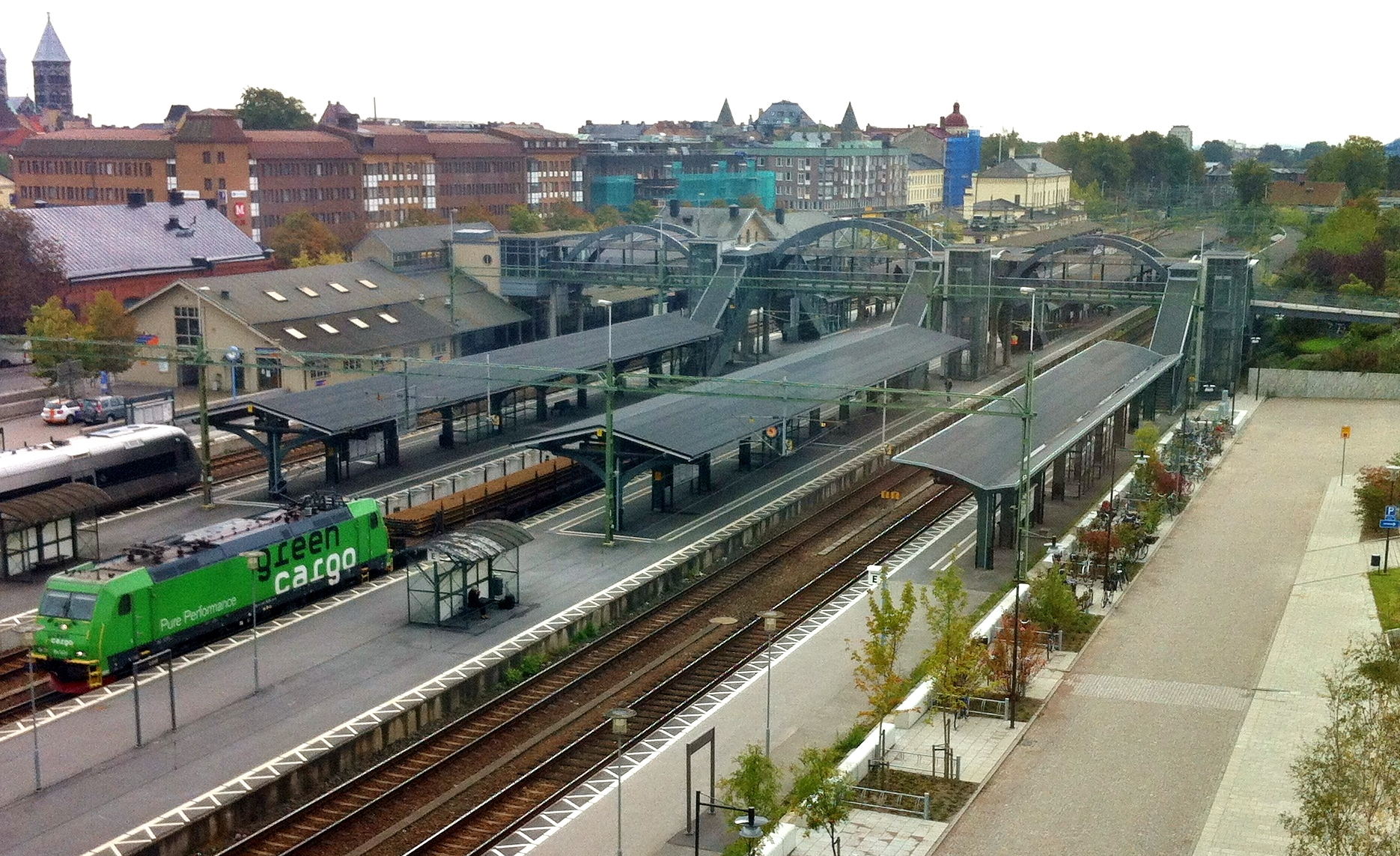
Gleise und Bahnsteige

Der Bahnhof befindet sich im Stadtteil Centrala staden, das Empfangsgebäude liegt etwa 100 m nordwestlich des Bantorget und des Grand Hotels.

## Geschichte
Der Bahnhof wurde mit dem Bau der Södra stambanan in den 1850er Jahren eröffnet. Erweiterungen erfolgten von 1872 bis 1875 und von 1923 bis 1926. Zwischen Dezember 2008 und September 2009 wurde er im Zuge des Umbaus des Bahnhofs in Malmö und dem Bau des dortigen Citytunnels für 100 Mio. SEK umgebaut. Banverket, Skånetrafiken und die Gemeinde Lund teilten sich die Kosten für den Umbau zu gleichen Teilen. Er sah unter anderem breitere Bahnsteige, moderne Anzeigen sowie neue Aufzüge und Rolltreppen vor. Gleichzeitig wurde die Höhe der Bahnsteige an die Züge des Öresundståg und an die neuen Züge des Pågatåg angepasst.

## Betrieb
Im Bahnhof verkehren Hochgeschwindigkeitszüge des Typs X2000 der SJ AB unter anderem nach Göteborg, Stockholm und Malmö, die von der Verkehrsgesellschaft Öresundståg betriebene Öresundverbindung nach Kopenhagen in Dänemark, Veolias Snälltåg Malmö–Stockholm bzw. Åre sowie ein Nachtzug nach Stockholm. Außerdem hält der Pågatåg, eine Art Regionalbahn, welche innerhalb Südschwedens verkehrt.
Seit Dezember 2020 ist Lunds centralstation mit der Großforschungsanlage ESS durch eine Straßenbahnlinie verbunden.